# Lennox Robinson

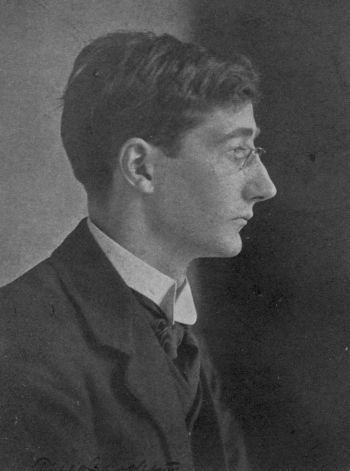
Lennox Robinson

Esmé Stuart Lennox Robinson (* 4. Oktober 1886 in Douglas, County Cork; † 14. Oktober 1958 in Dublin)  war ein irischer Dramatiker, Dichter und Theaterproduzent. Seit 1923 war er Direktor des Abbey Theatre in Dublin.

## Leben und Werk
Lennox Robinson war das jüngste von sieben Kindern einer protestantisch und unionistisch gesinnten Familie. Sein Vater Andrew Robinson arbeitete zuerst als Börsenmakler, bevor er 1892 Geistlicher der Church of Ireland wurde. Als kränkliches Kind wurde Lennox Robinson von Privatlehrern und in der Bandon Grammar School ausgebildet. Sein Interesse für das Theater wurde geweckt, als er im August 1907 Inszenierungen der Abbey Theatre Company von Stücken von Yeats und Lady Gregory im Cork Opera House sah. Auch entwickelte er durch diese Eindrücke Sympathien für den irischen Nationalismus.
Robinsons erstes Werk, die Tragödie The Clancy Name, wurde 1908 am Abbey Theatre aufgeführt, ebenso im folgenden Jahr sein erstes Schauspiel, The Cross Roads. Ab 1908 wirkte er auch als Schauspieler am Abbey Theatre und wurde 1910 einer von dessen Managern Nach einer katastrophalen Tournee in den Vereinigten Staaten trat er 1914 zurück, wurde aber 1919 erneut Manager und 1923 Direktor dieses Theaters, für das er viele Bühnenstücke verfasste.
Als irischer Nationalist zeigte sich Robinson mit Schauspielen wie Patriots (1912) und The Dreamers (1915). Zu seinen weiteren Bühnenstücken gehören The Lost Leader (1918), The Whiteheaded Boy (1920), Crabbed Youth and Age (1924), The White Blackbeard (1925), The Big House (1926), The Far Off Hills (1928), Drama at Inish (1933) und Church Street (1934). Den Stoff für seine Dramen entnahm er anfangs vornehmlich der Welt der irischen Bauern; später schrieb er satirische Komödien über den Mittelstand in der Provinz. In seinen Werken ging er auch auf die irische Geschichte und soziale Fragen ein. Ferner gab er irische Gedichtanthologien wie The Golden Treasury of Irish Verse (1925) heraus, verfasste 1931 eine Biographie des kurz zuvor verstorbenen irischen Politikers Bryan Cooper und veröffentlichte 1942 seine Autobiographie Curtain Up sowie 1951 unter dem Titel Ireland’s Abbey Theatre. A history 1899–1951 eine durchgehende Geschichte dieses Schauspielhauses. Robinson war auch Theaterproduzent und inszenierte u. a. 1930 das Stück The Reapers der irischen Dramatikerin Teresa Deevy.